# Lagria atripes
Espèce
Lagria atripes est une espèce d'insectes coléoptères de la famille des Tenebrionidae.